# Povodeň v Česku (2009)
Povodeň v Česku v roce 2009 následovala po sérii vytrvalých dešťů a bouřek nad střední Evropou a stala se třetí nejhorší katastrofou v novodobé historii České republiky. Povodeň probíhala mezi 23. červnem až 4. červencem 2009, a vyžádala si 14 lidských životů a škody přesahující 5,6 miliard korun. Povodeň odstartovala nad jižními Čechami a postupně zasáhla většinu území České republiky. Povodeň způsobila tlaková níže se středem nad Balkánským poloostrovem, po jejímž okraji proudil teplý a vlhký vzduch od jihovýchodu, která způsobila vysoké srážkové úhrny.
Povodně v téže době působily problémy a vyžádaly si materiální škody a oběti v Polsku, Rakousku a na Slovensku.

## Průběh povodně

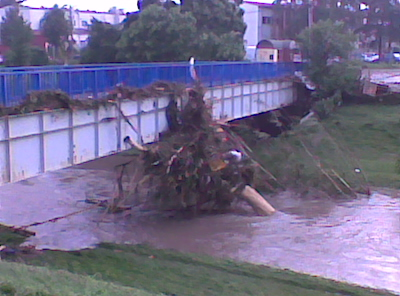
Povodeň v Novém Jičíně

V pondělí 22. června meteorologové varovali před silným deštěm, který může zvedat hladiny zejména menších řek. V úterý 23. června ráno vytrvalý déšť zvedl hladiny jihočeských řek. Říčka Černá v Líčově na Českokrumlovsku vystoupala na třetí stupeň povodňové aktivity. Ještě ten den v podvečer hladiny jihočeských řek postupně kulminovaly. Před 17. hodinou byl v kraji vyhlášen 3. povodňový stupeň na pěti místech. 24. června vytrvalý déšť pokračoval a zpomalil tak pokles hladin řek. Na východě Česka během 24. června hladiny řek stoupaly, večer pak bylo oznámeno, že si záplavy večer v Novém Jičíně vyžádaly život jedné ženy.
25. června meteorologové varovali před deštěm a povodněmi hlavně na jihu a východě Česka, během dne pak policie potvrdila šest obětí na Novojičínsku. V pátek 26. června se kvůli vysoké hladině Vltavy uzavřela pražská Čertovka. Večerní bouře a přívalové deště pak působily problémy na jihu Čech, velká voda zde zasáhla 17 obcí. Hasiči přes noc zachránili 64 a evakuovali 150 osob. V dalších dnech pak povodně trápily hlavně jih Čech ale i Vysočinu. Zvýšená hladina byla hlášená i na Vltavě v Praze. Na začátku července pak povodně postupně ustupovaly a situace se stabilizovala.

## Následky

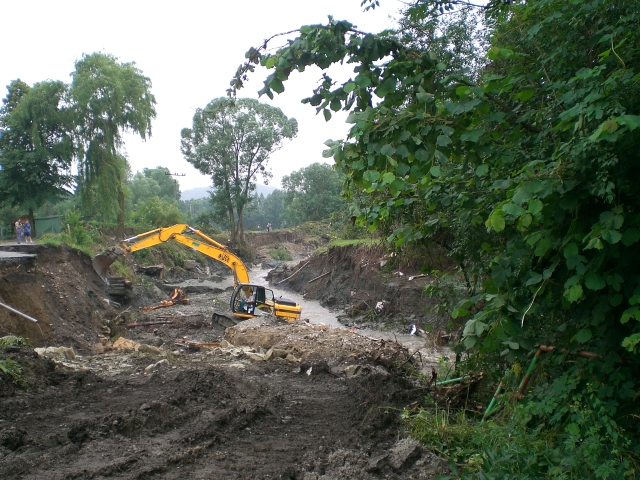
Zajišťování koryta v Novém Jičíně

Následkem vytrvalých povodní zemřelo na území Česka 14 lidí. Desítky domů bylo poškozených a škody byly vyčísleny na téměř 6 miliard korun. Nejvíce byly postiženy hlavně jižní a východní Čechy.